# Playa del rock
Playa del rock è il terzo album dei London, uscito nel 1990 per l'Etichetta discografica Noise International.

## Tracce
1. Ride You Throught the Night – 4:24
2. Russian Winter – 3:11
3. It's So Easy – 5:07
4. Miss You – 6:17
5. Money Honey – 3:36
6. Love Games – 4:03
7. Heart Beat – 4:27
8. Hot Child in the City – 3:28 – cover di Nick Gilder
9. The Wall (11-9-90) – 5:28
10. Been Around Before – 3:40

## Formazione
- Nadir D'Priest - voce
- Sean Lewis - chitarra
- Brian West - basso
- Krigger - batteria
- Vince Gilbert - tastiere